# خافيير ألبرتو غونزاليس
خافيير ألبرتو غونزاليس (بالإسبانية: Javier Alberto González)‏ هو دراج كولومبي، ولد في 13 نوفمبر 1979 في سوغاموسو ‏ في كولومبيا.

## وصلات خارجية
- خافيير ألبرتو غونزاليس على موقع الاتحاد الدولي للدراجات (الإنجليزية)
- خافيير ألبرتو غونزاليس على موقع أرشيف الدراجات (الإنجليزية)
- خافيير ألبرتو غونزاليس على موقع إحصائيات الدراجات الإحترافية (الإنجليزية)
- خافيير ألبرتو غونزاليس على موقع نسبة الدراجات (الإنجليزية)